# Murgab (rzeka)
Murgab (t. Murghab, ros. Мургаб) – rzeka w Azji Centralnej, płynąca przez terytorium Afganistanu i Turkmenistanu. Jej długość wynosi 978 km, a powierzchnia dorzecza – 46,9 tys. km².
Źródła rzeki znajdują się w północnym Afganistanie w górach Safed Koh. Rzeka płynie w kierunku północno-zachodnim w naturalnym obniżeniu pomiędzy górami Turkistan i Safed Koh. Na terytorium Turkmenistanu Murgab tworzy niewielką deltę ginącą w piaskach pustyni Kara-kum.
Wody rzeki Murgab wykorzystywane są do nawadniania. Na rzece Murgab powstało kilka sztucznych zbiorników wodnych, z których największy, Sary-Jazyński, zajmuje powierzchnię 46 km² i gromadzi 239 mln m³ wody. Murgab połączona jest z rzekami Amu-darią i Tedżenem poprzez Kanał Karakumski. W dolinie rzeki Murgab zbudowana została droga i linia kolejowa.
Ważniejsze miasta nad Murgabem to Mary i Baýramaly, położone w tzw. oazie murgabskiej.